# Đông Sang
Đông Sang là một phường thuộc thị xã Mộc Châu, tỉnh Sơn La, Việt Nam.

## Địa lý
Phường Đông Sang có vị trí địa lý:
- Phía đông giáp phường Thảo Nguyên và huyện Vân Hồ
- Phía tây giáp phường Mường Sang và xã Chiềng Sơn
- Phía nam giáp xã Chiềng Sơn và huyện Vân Hồ
- Phía bắc giáp các phường Bình Minh, Mộc Sơn, Mường Sang.

Phường Đông Sang có diện tích 30,66 km², dân số năm 2023 là 9.288 người, mật độ dân số đạt 302 người/km².

## Hành chính
Phường Đông Sang được chia thành 10 tổ dân phố: 34, Áng, Áng 3, Búa, Chăm Cháy, Co Sung, Cóc, Pa Phách, Pa Phách 2, Tự Nhiên.

## Lịch sử
Ngày 16 tháng 5 năm 1998, Chính phủ ban hành Nghị định số 31/1998/NĐ-CP về việc thành lập xã Đông Sang trên cơ sở 4.289 ha diện tích tự nhiên và 3.530 nhân khẩu của xã Mường Sang.
Ngày 14 tháng 11 năm 2024, Ủy ban Thường vụ Quốc hội ban hành Nghị quyết số 1280/NQ-UBTVQH15 về việc sắp xếp đơn vị hành chính cấp huyện, cấp xã của tỉnh Sơn La giai đoạn 2023 – 2025 (nghị quyết có hiệu lực từ ngày 1 tháng 2 năm 2025). Theo đó:
- Thành lập phường Đông Sang thuộc thị xã Mộc Châu trên cơ sở 30,66 km² diện tích tự nhiên và quy mô dân số là 9.288 người của xã Đông Sang.
- Sáp nhập 12,06 km² diện tích tự nhiên còn lại của xã Đông Sang vào xã Chiềng Sơn.

Ngày 20 tháng 1 năm 2025, UBND tỉnh Sơn La ban hành Quyết định số 163/QĐ-UBND về việc:
- Chuyển tiểu khu 34 thành tổ dân phố 34.
- Chuyển bản Tự Nhiên thành tổ dân phố Tự Nhiên.
- Chuyển Bản Áng thành tổ dân phố Áng.
- Chuyển Bản Áng 3 thành tổ dân phố Áng 3.
- Chuyển Bản Búa thành tổ dân phố Búa.
- Chuyển bản Chăm Cháy thành tổ dân phố Chăm Cháy.
- Chuyển bản Co Sung thành tổ dân phố Co Sung.
- Chuyển Bản Cóc thành tổ dân phố Cóc.
- Chuyển bản Pa Phách thành tổ dân phố Pa Phách.
- Chuyển bản Pa Phách 2 thành tổ dân phố Pa Phách 2.